# BT Большого Пса
BT Большого Пса (лат. BT Canis Majoris) — одиночная переменная звезда в созвездии Большого Пса на расстоянии (вычисленном из значения параллакса) приблизительно 13340 световых лет (около 4090 парсеков) от Солнца. Видимая звёздная величина звезды — от более +14,5m до +11,3m.

## Характеристики
BT Большого Пса — красная пульсирующая переменная звезда, мирида (M) спектрального класса M8.